# Tyimpton
A Tyimpton  (oroszul: Тимптон, jakut nyelven:Төмтөөн) folyó Oroszország ázsiai részén, Kelet-Szibériában, Jakutföldön; az Aldan jobb oldali mellékfolyója.

## Földrajz
Hossza: 644 km, vízgyűjtő területe: 44 400 km², évi közepes vízhozama: 560 m³/s.
A Sztanovoj-hegylánc északi részén, Jakutföld déli (Amuri területtel közös) határánál ered, Nagornij település közelében. Az Aldan-felföldön folyik észak, északkelet felé. Felső szakaszán széles, nagyrészt mocsaras völgyben halad. Középső folyásán, kb. 300 km-en át tipikus hegyi folyó, szurdokokban folyik. Uszty-Tyimpton falunál ömlik az Aldanba.
Október végétől május első feléig jégpáncél alatt van, felső és középső folyásának egyes részein fenékig befagy. Tavaszi árvize van, a legbővízűbb hónap a június.
Mellékfolyói: balról a Csulman (109 km), a Hatami [Hatimi] (156 km) és az Ijengra (148 km), jobbról a Szejmgye (142 km).
Felső folyásának vízgyűjtő területén régóta ismert és kitermelt aranylelőhelyek, szénbányák vannak. (Csulman, a mellékfolyóval azonos nevű település). A Csulman partján, 70 km-re a torkolattól épült Nyerjungri, Jakutföld egyik legnagyobb városa, ipari központ.